# Alptry
Alptry (Lonicera alpigena) är en kaprifolväxtart som beskrevs av Carl von Linné. Enligt Catalogue of Life ingår Alptry i släktet tryar och familjen kaprifolväxter, men enligt Dyntaxa är tillhörigheten istället släktet tryar och familjen kaprifolväxter. Arten förekommer tillfälligt i Sverige, men reproducerar sig inte.

## Underarter
Arten delas in i följande underarter:
- L. a. glehnii
- L. a. watanabeana

## Bildgalleri

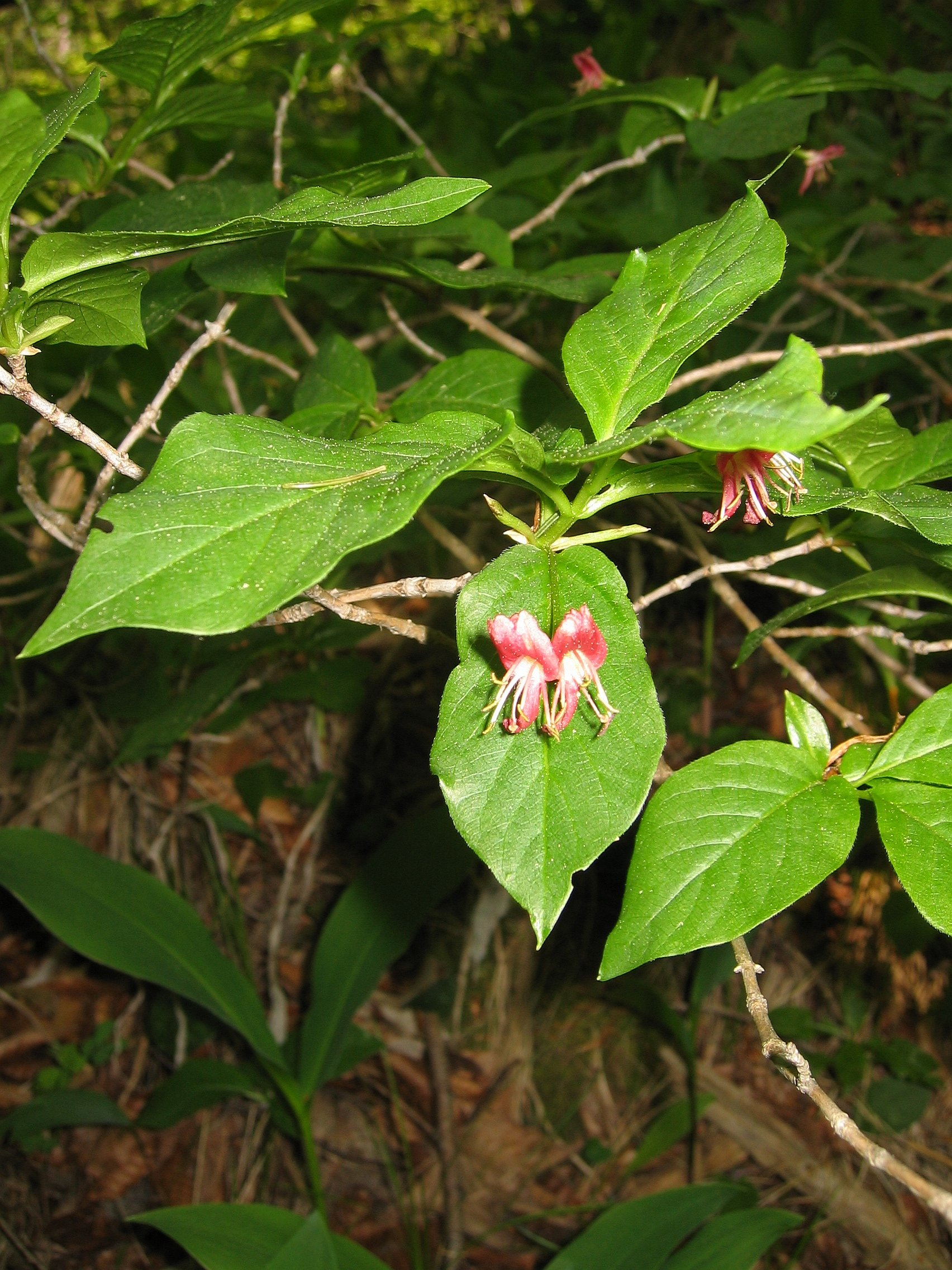
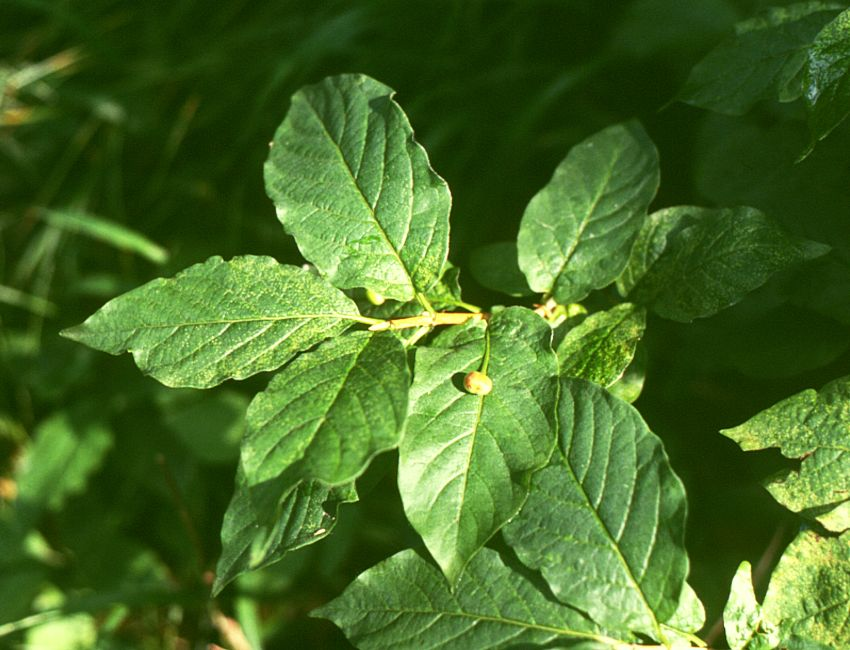
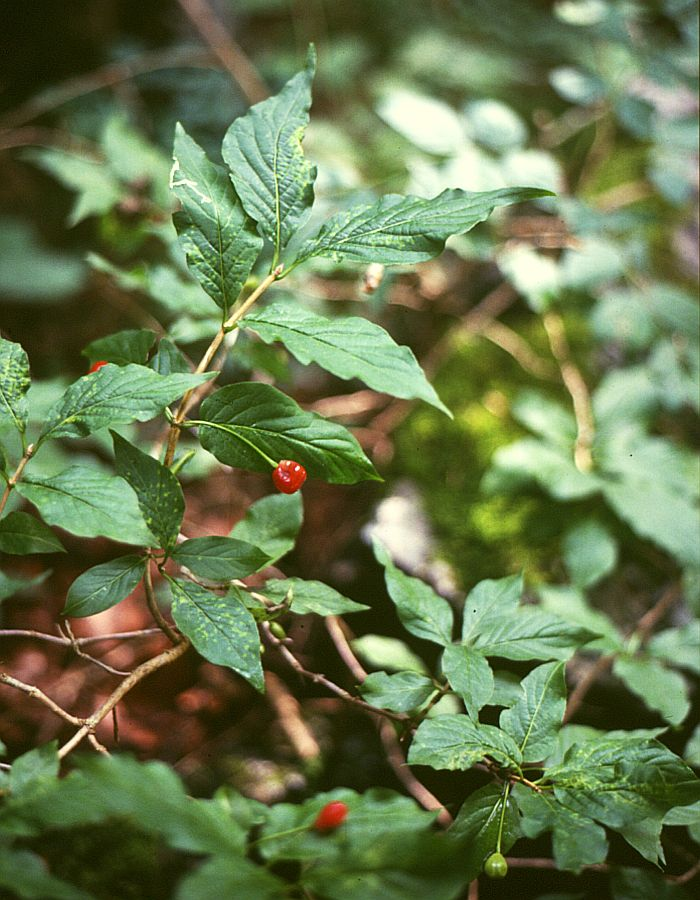
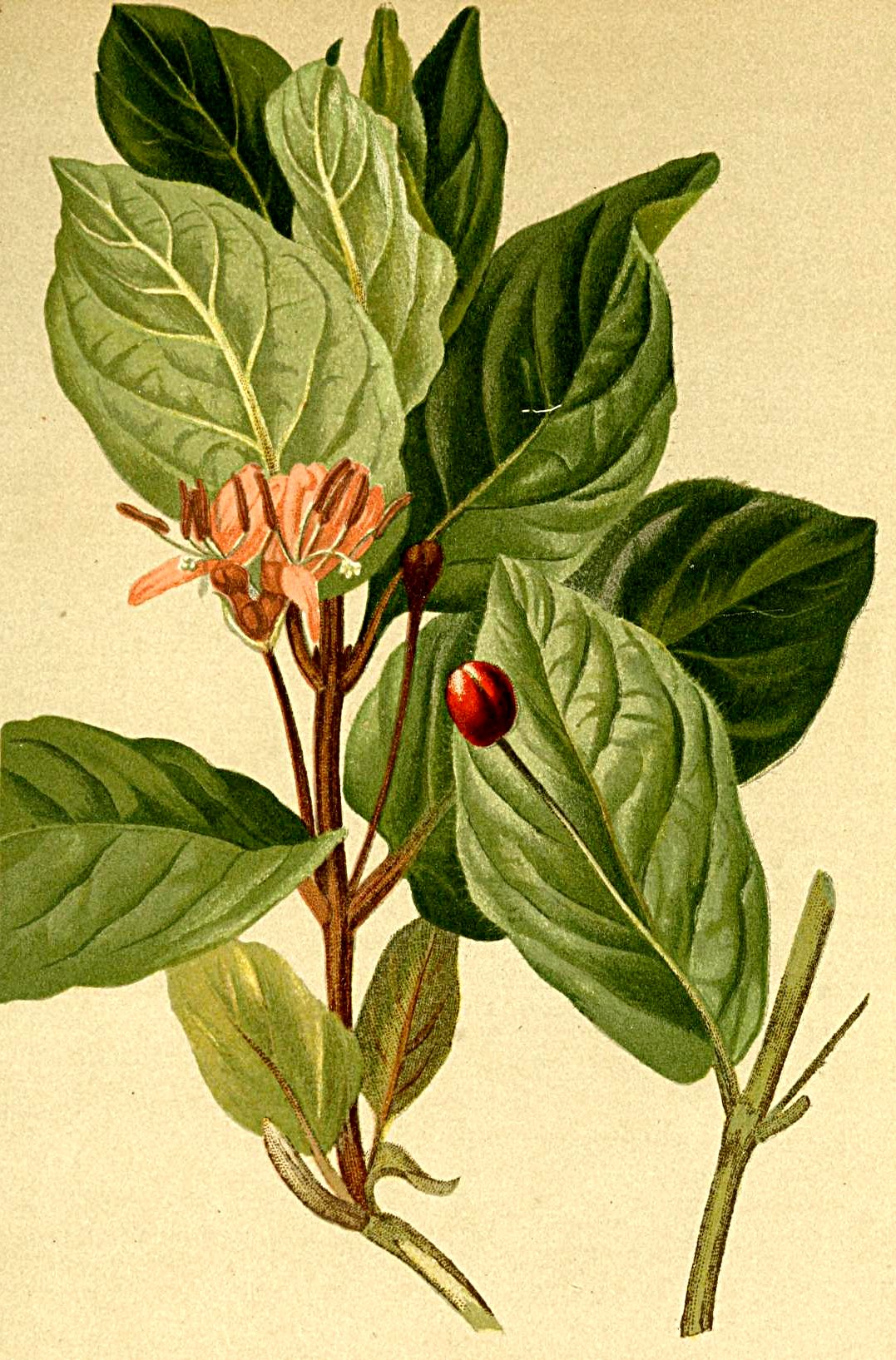
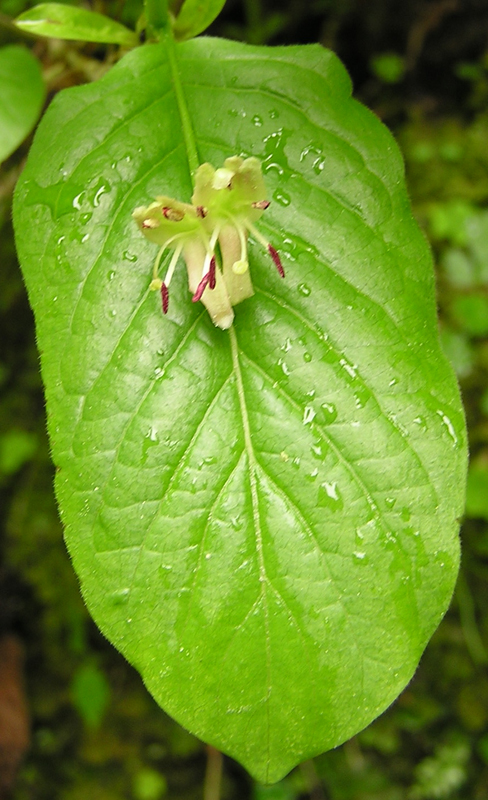